# Menat
Menat – miejscowość i gmina we Francji, w regionie Owernia-Rodan-Alpy, w departamencie Puy-de-Dôme.
Według danych na rok 1990 gminę zamieszkiwało 640 osób, a gęstość zaludnienia wynosiła 32 osoby/km² (wśród 1310 gmin Owernii Menat plasuje się na 336. miejscu pod względem liczby ludności, natomiast pod względem powierzchni na miejscu 451.).